# Psiconautas, los niños olvidados
Psiconautas, los niños olvidados é um filme animado espanhol de 2015 dirigido e escrito por Alberto Vázquez e Pedro Rivero. Exibido pela primeira vez no Festival de Cinema de San Sebastian em 24 de janeiro de 2015, é baseado na história em quadrinhos Psiconautas, do próprio diretor Vázquez. A obra conquistou o Goya Awards de melhor filme animado em 2016.